# Beat Toniolo
Beat Toniolo (* 17. Juni 1962 in Schaffhausen) ist ein Schweizer Polit- und Performance-Künstler. Er arbeitet als Kulturvermittler, Initiator und Organisator verschiedener Kunst- und Kulturveranstaltungen.

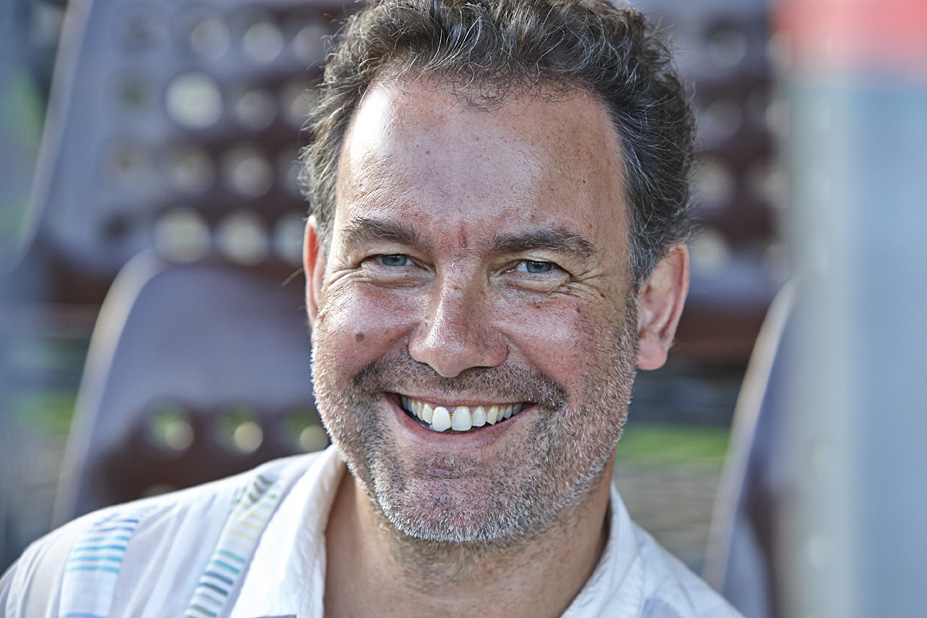
Beat Toniolo (2013)

## Biografie
Beat Toniolo wuchs in Schaffhausen auf und erlernte in jungen Jahren den Beruf des Drogisten. Mit Anfang 20 liess er sich in München und Stuttgart zum Sporttherapeuten ausbilden, arbeitete anschliessend in Gesundheitscentern und elf Jahre als Betreuer von Profisportlern bei Europa- und Weltmeisterschaften. Während dieser Zeit unternahm Toniolo Kunst- und Studienreisen nach Frankreich, Japan, Italien, Schweden, Malta, Ungarn, Bosnien und Herzegowina und begann selbst künstlerisch tätig zu werden.

Mit Eröffnung eines eigenen Ateliers 1992 im französischen Grentzingen im Elsass widmete Toniolo sich intensiv der abstrakten Acryl-Malerei, wobei er immer neue Materialien als auch Gegenstände in seine Werke einarbeitete. Nach den ersten Ausstellungen und Verkäufen seiner aufmerksamkeitsstarken „Materialbilder“ entstanden preisgekrönte Auftragsarbeiten aus Spezial-Glas und Metall für Kunst-am-Bau-Projekte in Frankreich und der Schweiz. Dreidimensionalität und Begehbarkeit wurden allmählich zu Kernbestandteilen. In der weiteren Entwicklung seines Schaffens kreierte Toniolo wortstarke Installationen und provokante Performances, die sich bis heute kritisch mit dem politischen Selbstverständnis der Schweiz auseinandersetzen. Diese Arbeiten machen Beat Toniolo zunehmend im europäischen Ausland bekannt. 

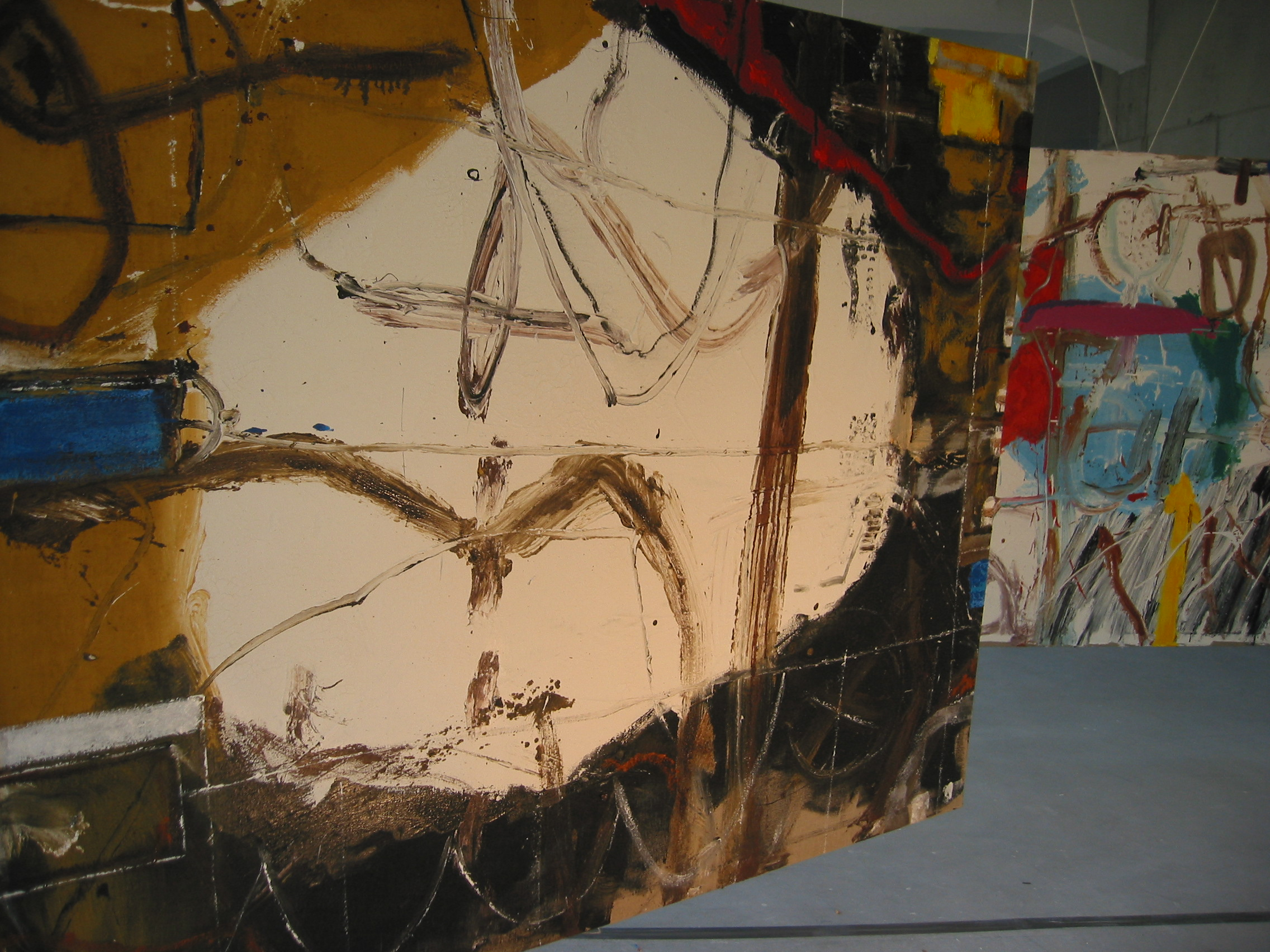
Materialbild

Gewalt und Krieg in Sprache und Politik sind die Kernthemen des seit 2010 in Leipzig arbeitenden Auslandschweizers. Toniolo bezeichnet sich als „Schaffhauser, der auszog, die Kunst zu leben“ und tritt diesem Selbstverständnis entsprechend auch als politisch engagierter Aktionskünstler im öffentlichen Raum auf. Für seine gegenständlichen Inszenierungen sammelt er Zeichen, Spuren und Hinterlassenschaften aus der Wirklichkeit und fügt sie zu grossen, zum Teil begehbaren Installationen zusammen.
Ein weiterer Fokus besteht in der Kunst- und Kulturvermittlung zwischen der Schweiz und Deutschland. Seit 1996 initiiert Toniolo genreübergreifende Kulturprojekte mit Teilnehmern aus Kunst und Wissenschaft, so unter anderem das „Wort- und BildFestifall“ am Rheinfall von Schaffhausen, welches bis 2012 fünfmal von Toniolo veranstaltet wurde. Projekte wie dieses entstehen seit 1995 in Zusammenarbeit mit der deutschen Schriftstellerin und Librettistin Ursula Haas.
Als „Impresario“ kreierte Beat Toniolo das SeelisbergRütli-Festival, welches vom 31. Juli bis 18. August 2013, zum ersten Mal auf dem WaldWeidli in Seelisberg mit dem Titel Tell trifft Wagner – Begegnungen am Vierwaldstättersee aufgeführt wurde. Neben renommierten Schauspieler, Autoren, Regisseurin und Komponisten begleiteten Nachwuchsmusiker wie ein Laien-Chor das Schauspiel.
2014 initiierte Beat Toniolo einen Kurzfilm (30 Min.) über einen der wichtigen Schweizer Mundart-Pioniere, den Wilchinger Mundartschriftsteller Albert Bächtold (1891–1981), welcher zu verschiedenen nationalen und internationalen Film- und Literaturfestivals eingereicht wurde. Der Antiquar, eine der Hauptrollen, wurde von Andrea Zogg dargestellt. Am 1. August 2015 wurde der Kurzfilm bei Sternstunde Kunst im Schweizer Fernsehen gezeigt.
2017 hat Toniolo aus dem Filmmaterial von der Insel Lamu (Kenia) mit Rose Marie Beck vom Afrikanistik-Institut der Universität Leipzig und Reto Troxler einen 45-minütigen Dokumentarfilm realisiert: Lamu Calling – auf Lamu ist immer ein Esel da. Dieser wurde als Eröffnungsfilm beim Schaffhauser Filmfestival 2017 gezeigt.
Im Oktober 2017 realisierte Beat Toniolo eine spartenübergreifende Inszenierung im Kunstkraftwerk Leipzig: Ist der Augenblick ein Ufer, unter anderem mit den Quasikristallbilder des Schaffhauser Künstlers Kurt Bruckner und dem Schauspieler Michael Mendl, der die Texte des in Leipzig lebenden syrischen Schriftstellers Adel Karasholi las.
Anfang 2019 begann Toniolo – im Team mit künstlerischen Fachleuten – mit dem Immersive-Art-Projekt Der Rheinfall in vier Jahreszeiten, dessen Erstaufführung in der denkmalgeschützten SIG-Halle oberhalb des Rheinfalls für Mai 2020 angekündigt wurde. In Zeitz (Sachsen-Anhalt) hat Toniolo ausserdem die Mendl Festspiele Zeitz ins Leben gerufen.

### Fotografie

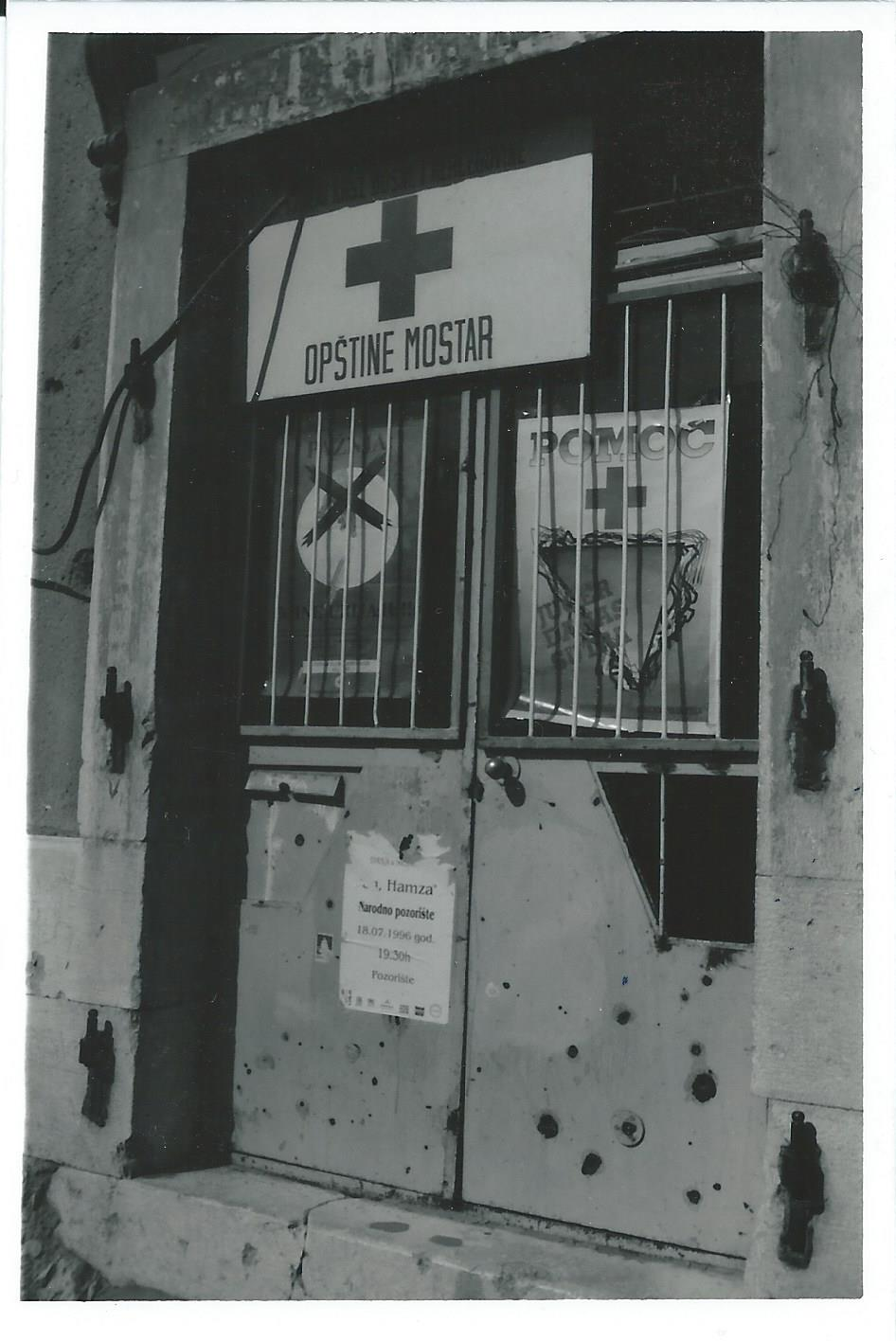
Beschossenes Spital Mostar aus der Fotoserie „Reise nach Sarajevo“ 1996

Beat Toniolos Fotoserien sind meistens Ausgangspunkt seiner vielgestaltigen Arbeiten. Der Fokus, die Wirklichkeit künstlerisch zu hinterfragen, wird unter anderem in der Fotoserie „Reise nach Sarajevo“ deutlich, die der Künstler kurz nach Beendigung des Kroatienkrieges in Sarajevo und Mostar aufnahm und, gedruckt auf grobe, schmutzbehaftete LKW-Plane, in seine Videoinstallation „30 Worte – 20 Minuten“ integrierte. 

### Materialbilder
Auch in Toniolos grossformatigen, meist abstrakten Materialbildern finden sich oftmals Fotos wieder. Toniolos Gemälde werden zu Boden gelegt gemalt, gespachtelt, gespritzt in einem Akt „zwischen Spontaneität und bewusster Formsetzung“ (Haller Tagblatt, 1991). Verschiedene Materialien werden eingearbeitet, vom Quarzsand bis zum Wachs. Es entsteht eine reliefartige Collage, in der sich neben Fotos auch Draht, Heftpflaster und andere Gegenstände wiederfinden.

### Glaskunst
Bei seinen Glasobjekten für Kunst-am-Bau-Projekte entwickelt Beat Toniolo Kombinationen aus Spezial-Glas und Metall. Durch die Bearbeitung mit doppelseitigem Druckverfahren (Text und Bild) entstehen eigenwillige Farb-Wort-Schattenspiele. Bei den für diverse Unternehmen erstellten Auftragsarbeiten werden die Angestellten so auf künstlerische Weise involviert, um sich bspw. mit der Thematik des Arbeitsortes oder der Umgebung zu beschäftigen bzw. zu identifizieren. 

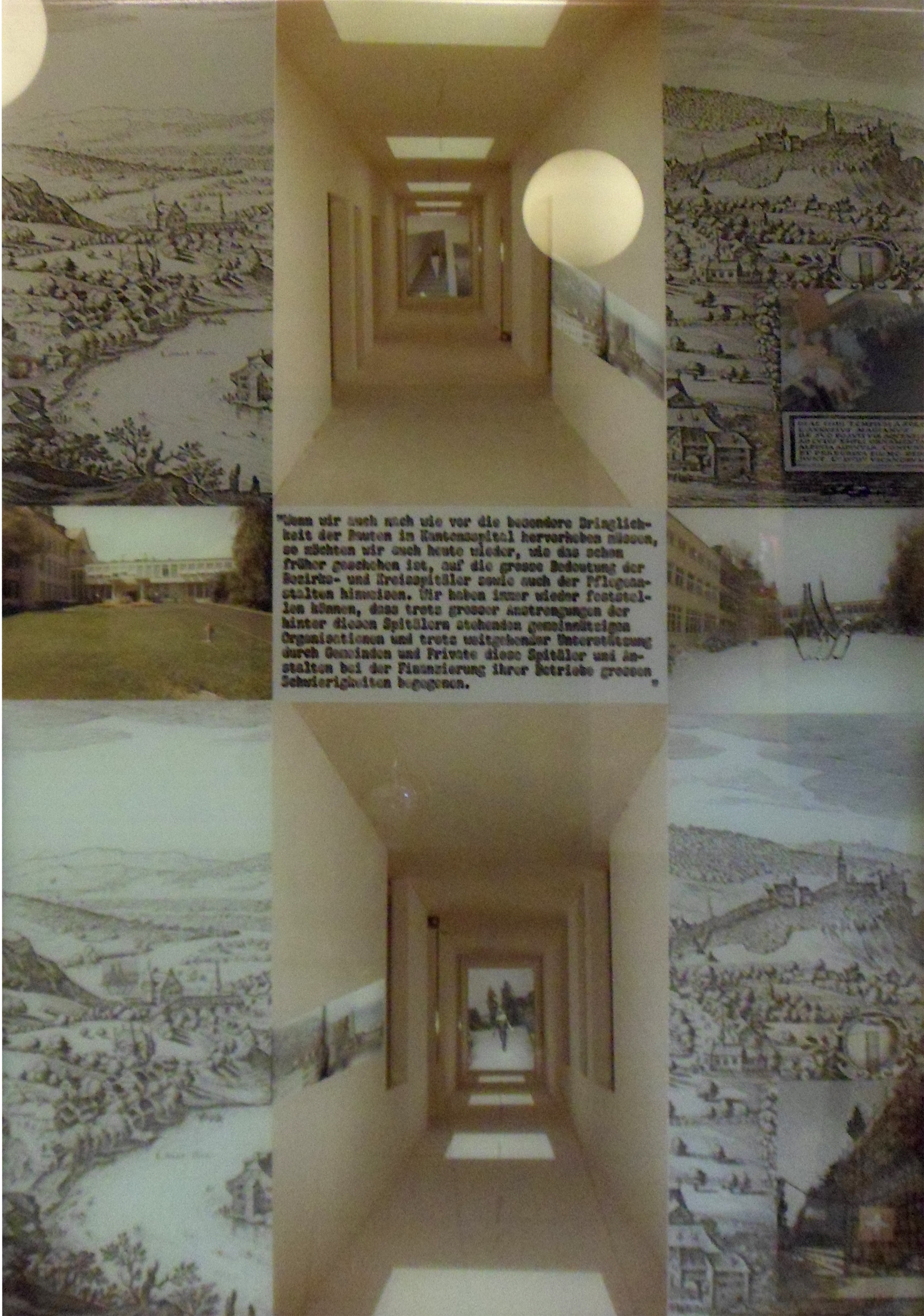
Glaskunstwerk für das Regionale Pflegezentrum Baden

## Installationen und Performances

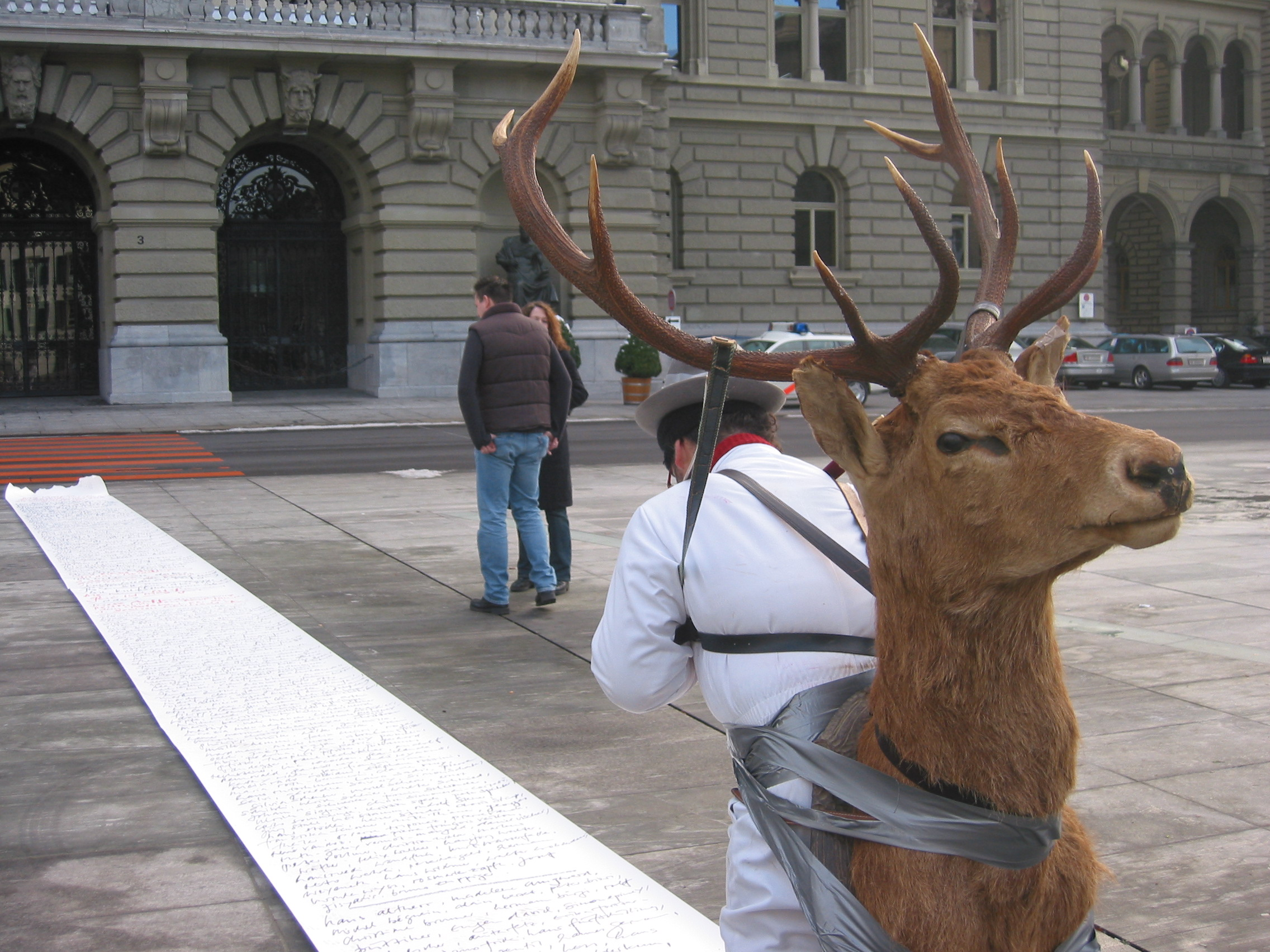
Beat Toniolo mit einem Hirschkopf auf dem Rücken vor dem Schweizer Bundeshaus

In seinen Performances und Installationen stehen gesellschaftskritische Fragen nach aktuellen Formen von Gewalt im Vordergrund. Kriegs- und Gewaltaspekte spielen für den Künstler gerade auch im Hinblick auf die Neutralität der Schweiz eine besondere Rolle. Beat Toniolo bereitet seine Installationen, die sich aus Fundstücken und industriell gefertigten Materialien zusammensetzen, planvoll und auf der Grundlage vieler Notizen vor. Seine grossräumigen Environments suggerieren eine tatsächlich vorhandene Umwelt und lösen zugleich Assoziationen auf einer tiefer liegenden Bedeutungsebene aus.

Beat Toniolo macht sich selbst zum Teil von Inszenierungen, er erschien z. B. mit einem Hirschkopf auf dem Rücken vor dem Bundeshaus und notierte dort öffentlich ein Pamphlet zum Umgang der Schweiz mit politischer Kunst. 

### Installationen im Rahmen von Ausstellungen
„So setzt Beat Toniolos Schaffen bei der Betroffenheit darüber an, was sich in einer als zivilisiert geltenden Welt abspielen kann. Das Werk (…) des Schweizer Künstlers lässt sich als hartnäckigen Versuch lesen, dem saturierten Betrachter, der angesichts täglicher Katastrophenmeldungen auch mit Gewalt- und Kriegsgreueln seinen Frieden gemacht hat, das vor Augen zu führen, was er in der allgemeinen Informationsflut lieber ausblendet. Mit der Installation 78 Tage, die an die Nato-Bombardierung in Kosovo 1999 und an die Massaker serbischer Kriegsverbrecher an der Zivilbevölkerung erinnert, formuliert Toniolo die Ausweglosigkeit einer sich unbarmherzig drehenden Gewaltspirale. Die Inszenierung von Alltagsgegenständen (in 78 Tage Kinderkleider und Dachziegel), die Arbeit mit Sprache (Wortspiele mit hinterhältigen Buchstabenverschiebungen im Werk Minen-Binen) sowie die Collage von Zeitschriftenseiten in Schau – hin – weg zeigen Toniolo als Künstler, der auf direkte und zugleich ästhetisch zwingende Art Position bezieht.“ (Neue Zürcher Zeitung, 4. August 2000 zur Ausstellung Kunst, Politik mit Günther Uecker im Kunsthaus Grenchen)

### Aktionen im öffentlichen Raum
„Dass die neuen Probleme die alten sind, darauf zielen Toniolos Aktionen ab. (…) Unübersehbar sind Beat Toniolos Friedensperformances, wenn er, natürlich immer in den meistfrequentierten Fussgängerzonen, mit Installationen aus Stacheldraht, Stahllettern und Abfallmaterialien gleich selber als Aktionskünstler auftritt. Und zwar mit Helm und Uniform so verkleidet, als wäre die Zeit 1945 stehen geblieben und er gerade einem Schweizer Militärtrupp davonmarschiert.“ (Neue Luzerner Zeitung, 28. August 1999) Seine Installation suspense intact oder Lasst Euch doch mal auf die Folter spannen (gemeinsam mit Ursula Haas) im Münchner Kunstbunker Tumulka. Von Mai bis Juli 2004 gab Toniolo Anlass, am nahe gelegenen Rosenkavalierplatz Rosen zu köpfen und damit Position zur immer restriktiveren Kulturförderung zu beziehen. Zu Toniolos gesellschaftskritischen Performance-Acts zählen auch seine unbewilligten und teilweise verbotenen Performances seit 1999 an der Art Basel, wo er das selbstverliebte Vernissage-Publikum statt über den roten Teppich, über Lastwagenblachen aus Sarajevo paradieren liess, auf denen die Opfer des Krieges abgebildet waren. 

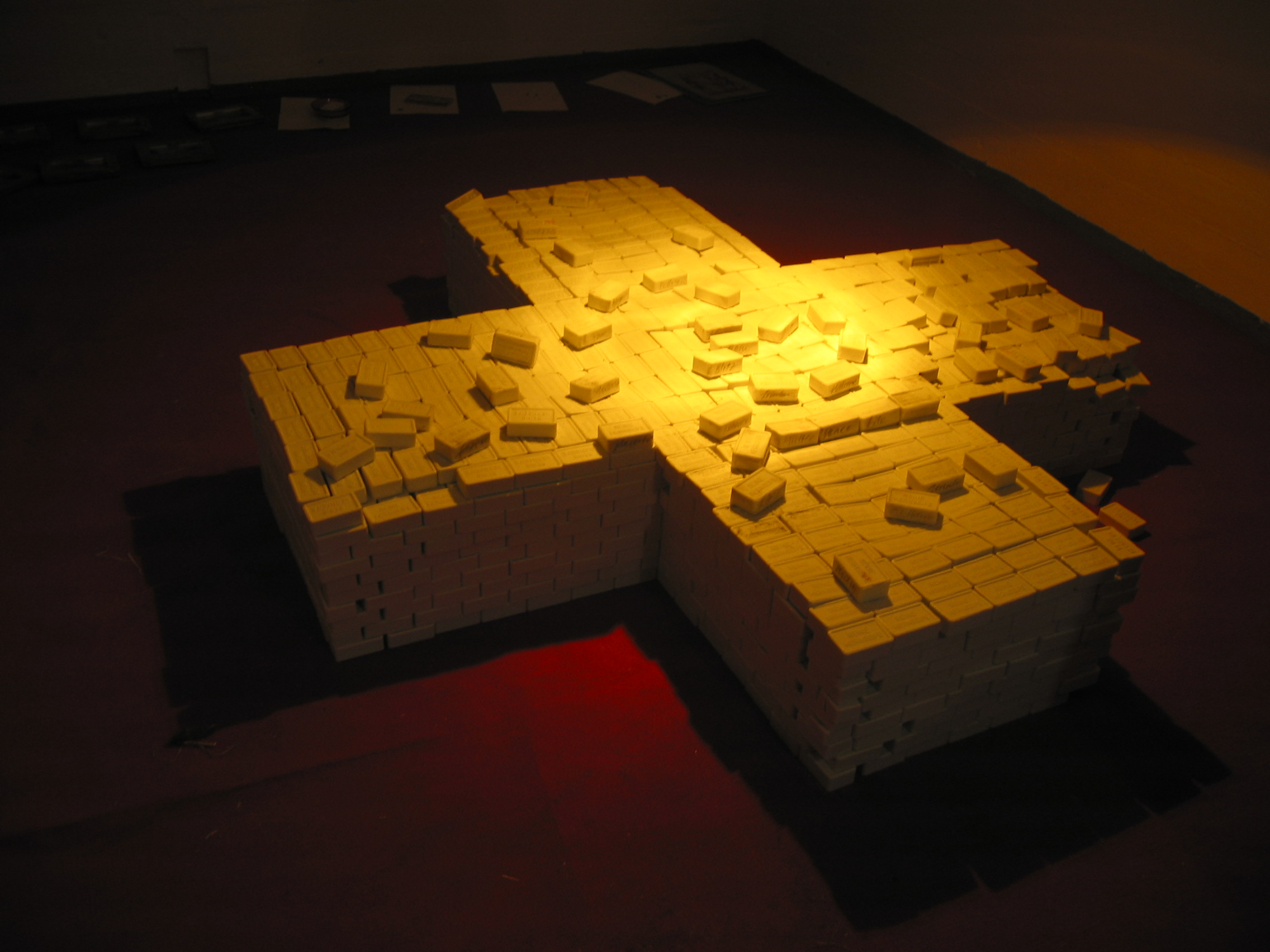
SeifenKreuz Installation im Münchner Kunstbunker Tumulka 2004

## Projekte (Auswahl)
Beat Toniolo ist Initiator, Organisator und künstlerischer Leiter verschiedener Kunst- und Kulturveranstaltungen, zu deren Anlass Vorträge und Diskussionen mit und von Literaten, Musikern, Schauspielern, bildenden Künstlern, Tänzern und Wissenschaftlern stattfinden.

### Wort- und BildFestifall
Das Wort- und BildFestifall findet alle zwei Jahre Ende Juni am und um den Rheinfall in Schaffhausen statt. Es umfasst Literatur, Theater, Musik und Tanz. Beat Toniolo lud 2009 zum vierten Mal namhafte Künstler wie Stiller Has, Graziella Contratto, Urs Widmer, Lukas Hartmann oder die Camerata Schweiz ein.
Das Festifall stand 2009 unter dem Motto «So nah, doch so fremd – Nachbarschaften». Mit vielfältigen künstlerischen Aktionen und Darbietungen wurden die Beziehungen zwischen den unmittelbaren und mittelbaren Nachbarn des Rheinfalls thematisiert. Zum ersten Mal wurde der WBF-Anerkennungspreis als Preis für zeitloses Schaffen an je eine Künstlerin und einen Künstler vergeben. Er ging an die Dirigentin und Intendantin Graziella Contratto, die Laudatio hielten Ursus & Nadeschkin, ausserdem an den Schweizer Schauspieler Bruno Ganz. Die Laudatio hierzu hielt der deutsche Schauspieler Otto Sander.

### suspense intact
Viele von Beat Toniolos Arbeiten waren von Juni bis Juli 2004 erstmals in Deutschland im Münchener Kunstbunker Tumulka zu sehen. Unter dem Titel suspense intact – Lasst Euch doch mal auf die Folter spannen zeigte Toniolo Installationen und Objekte zusammen mit Texten der Münchener Schriftstellerin Ursula Haas. Als Team verfolgen die beiden seit Jahren thematisch und projektbezogen ihre Stilrichtung: „Klar, resolut und kritisch zeigen sie das Spiegelbild der Gesellschaft. Die Arbeiten haben an Brisanz nichts eingebüsst – im Gegenteil. Die Installationen, Objekte und Texte sind nicht starr und definitiv zu verstehen. Sie behalten Form und Inhalt, erfahren aber durch kompatible Eingriffe und neue Räumlichkeiten (Bunker) Veränderungen, ohne der Redundanz zu verfallen.“

### Lesereihe mit Rüdiger Safranski
Im Schillerjahr 2009 tourte Beat Toniolo zum dritten Mal mit dem deutschen Philosophen und Schriftsteller Rüdiger Safranski durch die Schweiz. War die Lesereihe 2005 noch ausschliesslich Friedrich Schiller gewidmet, stand sie 2008 unter dem Motto Romantik – eine deutsche Affäre. 2009 stellte Safranski vor der Schiller-Glocke sein Buch über Goethe und Schiller vor. Die 1486 in Basel gegossene Glocke hing einst im Schaffhauser Münsterturm und war seinerzeit eine der Inspirationsquellen für Schillers Gedicht von der Glocke aus dem Jahr 1799. Laut Safranski war es Goethe, der den jüngeren Schiller zur Bearbeitung jener Sage inspirierte, aus der das Heldenepos des schweizerischen Freiheitskämpfers Wilhelm Tell wurde.

## Auszeichnungen

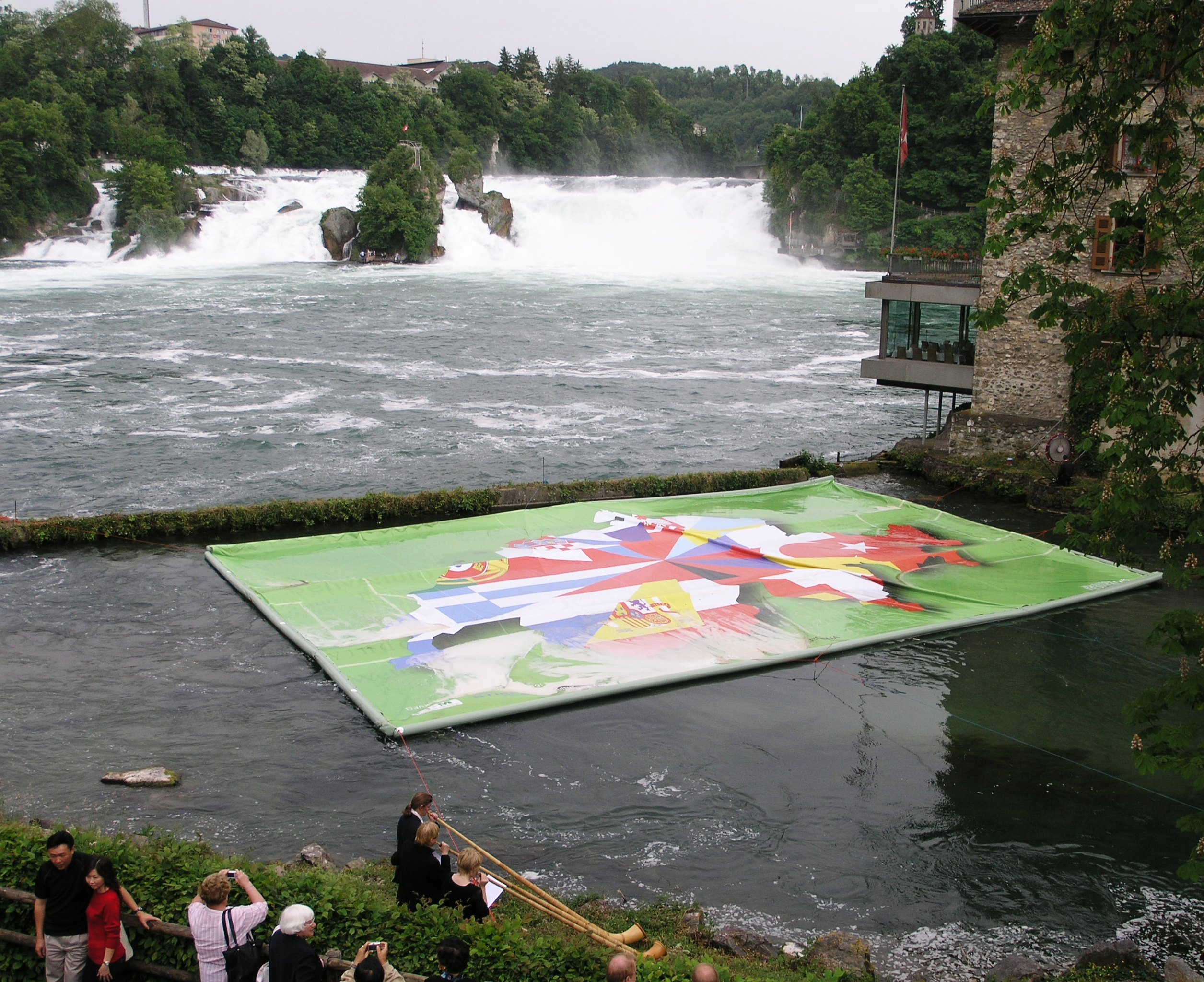
EM-Länderfahnen-Netzvinyl im Rheinfallbecken 2008

- 1996: 1. Preis verschiebbare Glaskunstwerke für Mitarbeiter, Endress+Hauser Flowtec
- 2009: Europäischer FESPA/HP-Award und Platinum Award für das grösste EM-Länderfahnen-Netzvinyl (22,5 m × 15 m) im Rheinfallbecken[9]
- 2011: Ambassador 2010 des Ambassador-Club Schaffhausen[10][11]

## Werke in öffentlichem Besitz und/oder öffentlich zugänglich

### Kunst am Bau
- Ciba Geigy, Werk Kaisten; Glaskunstwerke
- Kantonsspital Schaffhausen, Glas-Kunstwerk Gynäkologische Abtl.
- Elektra Birseck, St.Louis/Fr; Acrylglaskunstwerke
- Injecta, Teufental; Acrylglaskunstwerk / Lithographie-Drucke
- Endress+Hauser, Flowtec in Reinach; Wettbewerb 1. Preis: Realisation von verschiebbaren Glaskunstwerke für Mitarbeiter-Meeting-Points

### Kunstprojekte für Firmen
- Sanatrend, Gesundheitsmedien; verschiedene Kreativ-Aufträge
- Gardena Schweiz; „Kunst und Natur“ Bilderserie
- Skye-Pharma Europe, Muttenz; 20-Jahre Jubiläum; Mitarbeitermalprojekt
- Sandoz Österreich, Tinguely-Museum Basel; Ärzte malen ein Bild, nachfolgend 120 Fine-Art Drucke

### Bilder-Ankäufe
- Bausparkasse Schwäbisch Hall / SHA
- Schweizerischer Bankverein, Stuttgart
- Migros GB, Zürich

## Einzel- und Doppelausstellungen/-projekte
- 1991/93: Bilder-Einzelausstellung im Rahmen der Schweizer Kulturtage in Schwäbisch Hall, Der Adelshof
- 1997: Aquarium-Särge, Objekte und Materialbilder, Texte von Ursula Haas, Galerie 40, Wiesbaden
- 1999: 50 JAHRE EUROPARAT, Wort-Bilder-Installationen und Performance auf dem Münsterhof in Zürich, initiiert von Roger de Weck, freier Publizist / Zürich und Berlin
- 1999: Friedens-Performances in Basel, Bern, Luzern, Schaffhausen und Winterthur
- 2000: KUNST><POLITIK mit Günther Uecker, Ursula Haas, Prof. Iso Camartin, NR Marc F. Suter und anderen, unterstützt durch die Deutsche Botschaft in Bern, Kunsthaus Grenchen
- 2001: LICHT FELD 1, Installation 'Schau-hin-Weg', Werbesprüche><Schicksalsbilder, Gundeldingerfeld, Basel
- 2004: suspens intact oder Lasst Euch doch mal auf die Folter spannen mit Ursula Haas, Installationen, Objekte und Performances, Kunst-Bunker Tumulka, München
- 2004: alles Bilder, 30 neue Werke bilden den Hintergrund für Jazz-Konzerte und Ghaselen-Lesung mit Ursula Haas, Sulzer-Areal Winterthur[12]
- 2007: Krieg, Installation und Performance beim Kongress der Schweiz. Gesellschaft für Soziologie mit Prof. Dr. Ueli Mäder, Universität Basel
- 2015: Schweizer Uhr für Rüdiger Safranski anlässlich dessen Neuveröffentlichung "Zeit, was sie mit uns macht und was wir aus ihr machen" Schweizer Uhr mit Typographien für den Philosophen Rüdiger Safranski anlässlich dessen Neuveröffentlichung "Zeit" (HANSER Verlag)

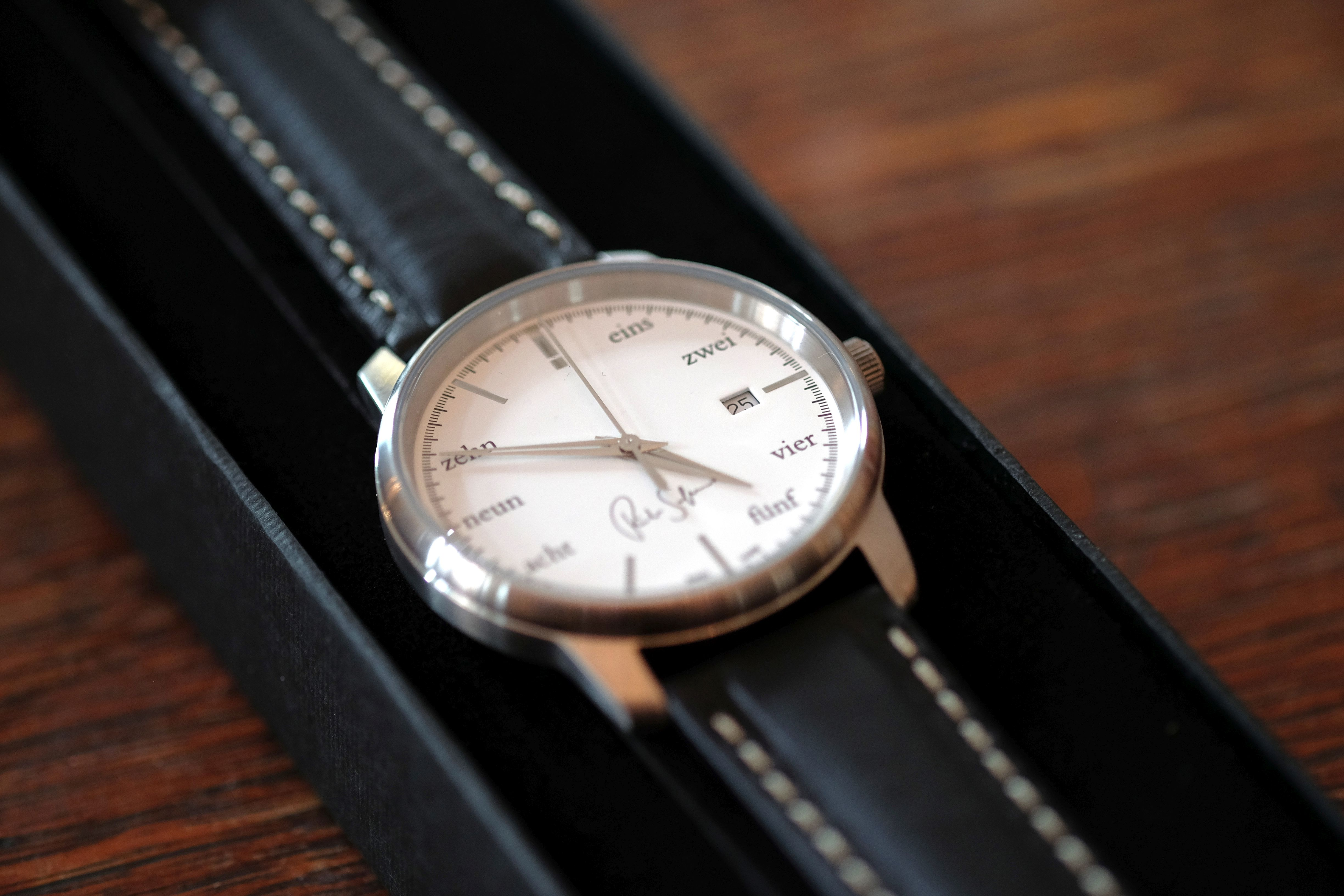
Schweizer Uhr mit Typographien für den Philosophen Rüdiger Safranski anlässlich dessen Neuveröffentlichung "Zeit" (HANSER Verlag)

## Gruppenausstellungen / Projekte (Auswahl)
- 1991: Gruppenausstellung mit Jean Tinguely, Jeannie Borel und Roger Mühl (France), Mühle-Galerie in Jonen/AG (Walter Walde)
- 1994: Gruppenausstellung mit Fritz Russ, Christoph Hohler und W. Kufferath, Galerie Götz, Basel
- 1995: Wo-Schweiz-Hin?, Konzerte und Vorträge mit Ursula Haas, Silvio Borner, Aymo Brunetti, Peter Hartmeier, alte Tonwarenfabrik, Schaffhausen Beat Toniolos Schweizer Flagge

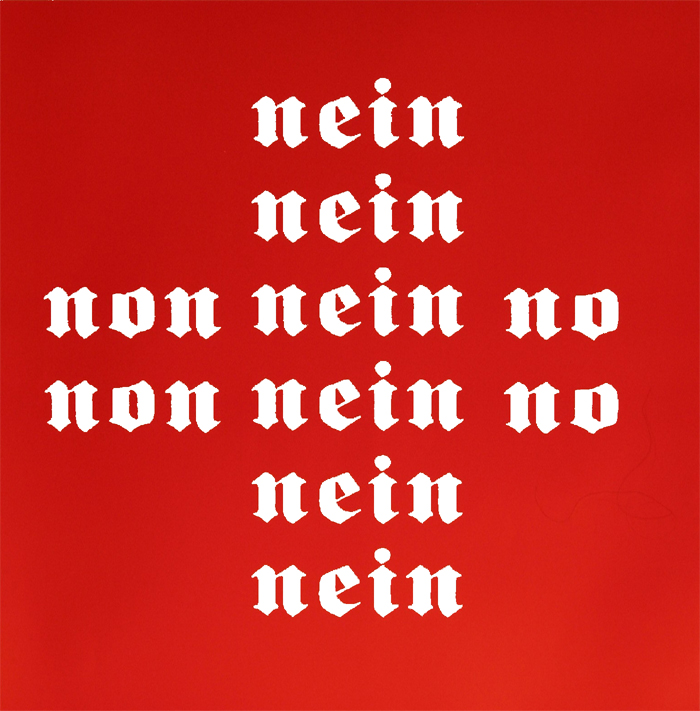
Beat Toniolos Schweizer Flagge

- 1998: Neue Impulse für die Toleranz, Environments und Performances für '350 Jahre Westfälischer Friede' unter der Schirmherrschaft des Schweizer Botschafters und der Kulturrätin der Schweiz in Deutschland, Kulturgeschichtliches Museum und Städtische Bühnen Osnabrück
- 1999: Ich krieg den Frieden nicht hin, Installations- und Performance-Ausstellung mit Hans Saner, Georg Kreis, u. a., Projektraum M54 in Basel, unterstützt durch GGG Basel
- 2006: Cleopatras Traum, Performance von und mit Beat Toniolo, Orna Ralston, Monika Rechsteiner, Pit Gutmann und Ruedi Linder, Skulpturhalle Basel
- 2006: Rück-Sicht auf die Aus-Sicht und Aus-Sicht auf die Rück-Sicht mit Ralf Schlatter, Ruth Schweikert, Peter Zeindler und Ursula Haas, Kirche St. Johann in Schaffhausen
- 2006: randen ARTour, Kunst in der Natur auf dem Randen in Schaffhausen mit Roman Signer, Roger Willemsen, Ruedi Sommerhalder, Landart aus Hannover, Maike Gräf, Hans Ruh, Pierre Favre
- 2006: Noch mal Leben, Künstlerische Leitung des Kunst- und Kulturprojektes über Sterben, Trauer und Tod, unter anderem mit Dieter Laser, Ursula Haas, Suna Baldinger, Michael Paulussen
- 2008: die grösste EM-Länderfahne der Welt, Begrüssung mit Literaturbooten auf dem Rheinbecken am Rheinfall und EBM-Gebäude Münchenstein, mit Kurt Imhof, Klaus Theweleit, Ralf Schlatter, Gabriel Vetter, Pedro Lenz, Wolfgang Bortlik uvm.
- 2020: Rhyality, immersives Kunstprojekt am Rheinfall[13]